# James Stansfield Collier
Pour les articles homonymes, voir Stansfield et Collier (homonymie).
 
James Stansfield Collier né en 1870 à Cranford (Londres) et mort le 9 février 1935 à Londres est un neurologue anglais. Il est le frère du chirurgien Horace Stansfield Collier.

## Biographie

### Jeunesse et formation
Il est le deuxième fils d'Alfred Henry Collier et de son épouse Sarah Stansfield, une descendante de la famille homonyme de la localité de Stansfield, West Yorkshire (en). Son frère aîné est Horace Stansfield Collier (1864-1930) qui deviendra chirurgien.

### Carrière médicale

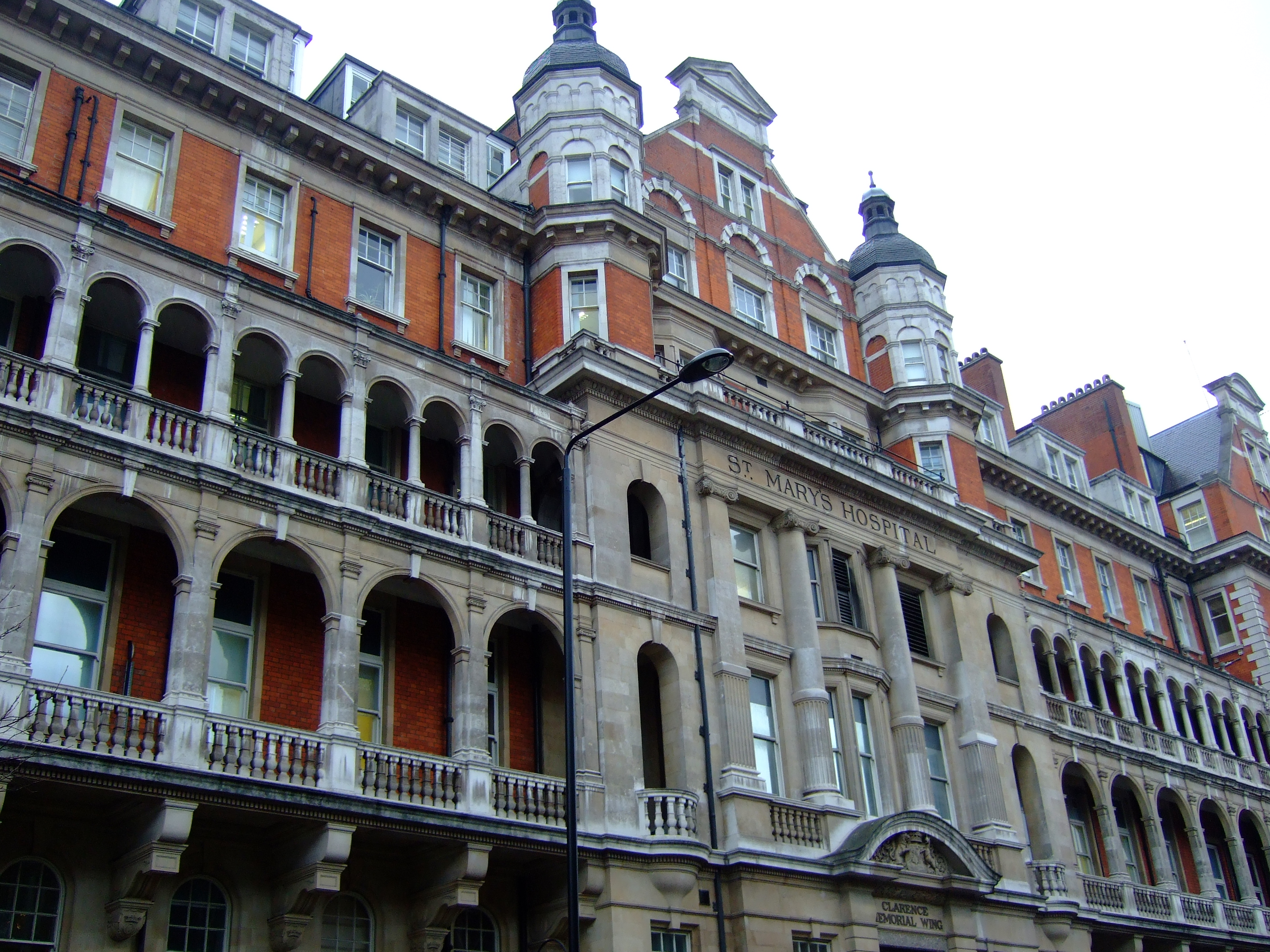
Le St Mary's Hospital de Londres.

Après ses études au City and Guilds of London Institute (en), James Collier étudie la médecine à St Mary's Hospital Medical School (en), obtenant un BSc (Lond.) en 1890, un MB en 1894 et son titre de docteur en médecine (MD) en 1896 de l'université de Londres. 
Il occupe ensuite divers postes subalternes à l'hôpital St Mary, dont celui de moniteur de biologie.
Sa carrière se poursuit à l'hôpital neurologique de Queen Square où il est successivement médecin interne en 1898, registrar en 1899, pathologiste en 1901, assistant en 1902, médecin des consultations ambulatoires en 1908 et médecin titulaire en 1921. Il occupe également des postes à l'hôpital St George où il donne des conférences de médecine et de neurologie. Il donne des cours de neurologie au Bethlem Royal Hospital et a été médecin consultant au Royal Eye Hospital de Southwark.

### Contributions scientifiques
Considéré de son vivant comme l'une des figures majeures  de la neurologie britannique et contributeur prolifique de la  revue Brain, James Collier publie des études de référence notamment  sur le signe de Babinski, les signes de localisation des tumeurs cérébrales, la paralysie de Bell et, en collaboration avec Russell et Batten, la sclérose combinée de la moelle,. On lui doit également une étude de la fonction respiratoire lors de l'anesthésie au chloroforme en collaboration avec Jackson, une description de la myotonie congénitale avec Wilson et de l'ataxie-paraplégie avec Gowers.
Avec son ami WJ Adie (1886-1935), il est l'auteur de plusieurs chapitres de la section neurologique du manuel de médecine d'Allbutt et Rolleston System of medicine. Il est également responsable de la même section dans le manuel de Price (Price's textbook of medicine).

### Dernières années
James Collier meurt d'une pneumonie à son domicile de Wimpole Street, au début de l'année 1935.

### Honneurs et distinctions
- 1903 — Membre du Royal College of Physicians[4]
- 1923 — Président de la Section de neurologie, réunion annuelle de la Royal Society of Medicine[9]
- 1928 — Conférencier lumleien [10]
- 1930 — Orateur commémoratif Savill [11]
- 1931–1932 — Maître de conférences FitzPatrick (conférences en 1931 et 1932 sur le développement de la neurologie de 1800 à 1930)
- 1932 — Professeur Morison [12],[13],[14],[15]
- 1934 — Orateur Harveien [16]

## Sélection de publications
- Collier, « An investigation upon the plantar reflex, with reference to the significance of its variations under pathological conditions, including enquiry into aetiology of acquired pes cavus », Brain, vol. 22,‎ 1899, p. 71–99 (DOI 10.1093/brain/22.1.71, lire en ligne)
- Russell, Batten et Collier, « Subacute combined degeneration of the spinal cord », Brain, vol. 23, no 5156,‎ 1900, p. 39–110 (PMID 13856913, PMCID 1990373, DOI 10.1093/brain/23.1.39, lire en ligne)
- Collier, « An Address on An Address on The Epidemiology and Pathology of Poliomyelitis », Br Med J, vol. 1, no 3459,‎ 23 avril 1927, p. 751–753 (PMID 20773143, PMCID 2454767, DOI 10.1136/bmj.1.3459.751)
- Collier, « The diagnosis of frontal tumours », Br Med J, vol. 2, no 3580,‎ 17 août 1929, p. 289–291 (PMID 20774855, PMCID 2451663, DOI 10.1136/bmj.2.3580.289)
- Collier, « Paralysis of the Oculomotor Nerve-trunks in Diabetes », Proc R Soc Med, vol. 23, no 5,‎ mars 1930, p. 627–630 (PMID 19987441, PMCID 2181855)